# Пуля, Эрик
Эри́к Пуля́ (фр. Eric Poulat; род. 8 декабря 1963) — французский футбольный судья. По профессии специалист по компьютерам.

## Карьера
Футбольный арбитр ФИФА с 1 января 1999 года. Первый международный матч провёл 7 октября 2000 года (Испания — Израиль, отборочный турнир Чемпионата мира 2002 года). Судил матчи футбольного турнира Олимпиады 2004 и финальной части Чемпионата мира 2006.